# Carlsberg-Stiftung
Die Carlsberg-Stiftung, dänisch Carlsbergfondet, ist eine Stiftung mit Sitz in der dänischen Stadt Kopenhagen. Sie wurde 1876 vom dänischen Industriellen und Philanthropen Jacob Christian Jacobsen gegründet, welcher der Stiftung zur Gründung Anteile an der von ihm aufgebauten Brauerei Carlsberg überließ und ihr später auch seine Erbschaft vermachte. Gemäß seiner Verfügung hält die Stiftung bis in die Gegenwart mindestens 51 Prozent der Kapitalanteile an der Brauerei.
Die Stiftung entstand ursprünglich zur Finanzierung des Carlsberg-Laboratoriums, einer naturwissenschaftlichen Forschungseinrichtung. Zwei Jahre später übernahm sie auch den Unterhalt des nationalhistorischen Museums im Schloss Frederiksborg und nach der Umwandlung von Jacobsens privater Kunstsammlung in das Museum Ny Carlsberg Glyptotek auch dessen Finanzierung. Seit 1931 vergibt die Stiftung ein nach Jacobsen benanntes Stipendium. Nach der Übernahme der Brauerei Tuborg durch die Carlsberg-Brauerei im Jahr 1970 führt die Carlsberg-Stiftung seit 1991 auch die Aktivitäten der Tuborg-Stiftung fort, zu der insbesondere die Förderung sozialer Projekte und anderer Aktivitäten mit gesellschaftlichem Nutzen zählen.